# Magna Graecia
Magna Graecia (latinski „Velika Grčka“; grčki: Megalê Hellas / Μεγάλη ῾Ελλάς) je naziv za regije u antičkoj južnoj Italiji i Siciliji koje su od 8. stoljeća prije Krista kolonizirali grčki naseljenici. 
Magna Graecia sastojala se od mnogih gusto naseljenih gradova i neovisnih država koje su međusobno često ratovale. 

## Nastanak
Od 8. stoljeća prije Krista počeli su Grci naseljavati pojedine regije duž obale južne Italije u blizini rijeka i izvora na području današnje Kalabrije, Kampanije, Bazilikate, Apulije te jugoistok otoka Sicilije. Tamo su osnovali brojne gradove:  Taranto, Kume, Metapontion, Sybaris, Kroton, Rhegion, Posidonia i Napulj bili su glavni centri Velike Grčke. I na Siciliji su osnovane grčke kolonije (Naxos, Zankle i Sirakuza). Njih međutim stari Grci za razliku od rimskih povjesničara nisu ubrajali u područje tzv. Velike Grčke. 
Od 3. stoljeća prije Krista te se grčke kolonije počinju nazivati Magna Graecia (Megále Hellás) odnosno Velika Grčka, vjerojatno zato kako bi se naglasila njihova veličina nasuprot grčkoj matičnoj zemlji. Oznaka Magna Grecia odnosi se na stanovništvo i kulturu grčkih kolonija u južnoj Italiji i na Siciliji, a ne na određeni politički teritorij.

## Emigracija iz Grčke
Odlazak kolonista iz stare Grčke odvijao se na miran način, ako je broj stanovnika jednog polisa toliko narastao da se više nije moglo proizvesti dovoljno hrane za sve. Također, ako su unutrašnje borbe u polisima između različitih grupa stanovništva završile pobjedom jedne od njih, pobijeđena je redovita bila osuđena na progonstvo. Često je sam polis davao sredstva potrebna kolonistima za život u novoj domovini: brodove, oružje, poljoprivredne alate, zalihe živežnih namirnica, sjeme te vođu kolonista, oikista (grč.: osnivač kolonije). 
Oikist je bio vođa ekspedicije, u pravilu vrlo iskusan i vrlo poznat u svom zavičajnom gradu. Često je potjecao iz plemićke obitelji kojoj je gradska uprava dala zadatak da pripremi ekspediciju u Italiju i druga područja Sredozemlja. Ponekad su vođe ekspedicija bili i pustolovi bez zavičaja, iskusni navigatori koji su ujedinili i vodili grupe iz različitih dijelova Grčke. 
Oikist je prije ekspedicije morao osigurati zaštitu kojega od grčkih božanstava. Odlazio je u proročište, najčešće u proročište boga Apolona u Delfe i pitao boga kamo da se uputi. Bog je odgovarao preko svojih svećenika. 
Popis poznatih oikista:
- Archias za Sirakuzu
- Evarco za Katane
- Phalantus za Tarent

## Grčke kolonije
Mnogi su grčki kolonijalni grdovi brzo postali moćni i bogati, na primjer Kapuê (Kapua), Neapolis (Νεάπολις, Napulj) i Sibaris (Σύβαρις).

### Kalabrija
U Kalabriji su to sljedeći gradovi:
- Region, (Ρήγιον, Reggio di Calabria)
- Lokri, (Λοκροί)
- Kroton, (Κρότων)
- Kaulon, Monasterace
- Thurii, (Θούριοι)
- Sibaris, (Σύβαρις)
- Krimisa, (Cirò)
- Hipponion, (Vibo Valentia)
- Metauros, (Gioia Tauro)
- Medma, (Rosarno)
- Laos, (Santa Maria del Cedro)
- Terina, (Sant'Eufemia)

### Kampanija
U Kampaniji su to sljedeći gradovi:
- Pithecusae
- Kume,
- Napulj, (Νεάπολις, Napulj)
- Posidonia
- Elea, rimska Velia (Ελαία, Ascea)
- Pixunte
- Dikaiarcheia, rimski Puteoli (Pozzuoli)

### Lukanija
U Lukaniji su to sljedeći gradovi:
- Metapontion, rimski Metapontum (Μεταπόντιον, Metaponto)
- Siris, (Nova Siris)
- Herakleja, rimska Heraclea (Policoro)
- Pistoicos, (Pisticci)
- Troilia, Obelanon, (Ferrandina)

### Apulija
U Apuliji su to sljedeći gradovi:
- Taras, rimski Tarentum (Taranto)
- Kallipolis, (Gallipoli)

### Sicilija
Na Siciliji su to sljedeći gradovi:
- Naxos
- Zankle, (Messina)
- Sirakuza, (Συράκουσαι)
- Akragas, (Άκραγας, Agrigento)
- Gela
- Katane, (Katanija)
- Leontinoi, (Lentini)
- Mègara Hyblaea
- Kamarina
- Mylae, (Milazzo)
- Akrai, (Palazzolo Acreide)
- Himera, (Termini Imerese)
- Selinus, (Selinunte)
- Kasmenai, (Comiso)
- Herakleia Minoa
- Lipari

## Grčke kolonije u drugim područjima
- Ancona

Još i danas postoji u Kalabriji, prije svega u Salentu u Apuliji manjina koja govori griko – jezikom sa starogrčkim, bizantsko-grčkim i talijanskim elementima.